# Котохира
Котохира (яп. 琴平町 Котохира-тё:) — посёлок в Японии, находящийся в уезде Накатадо префектуры Кагава. Площадь посёлка составляет 8,46 км², население — 9384 человека (1 августа 2014), плотность населения — 1109,22 чел./км².

## Географическое положение
Посёлок расположен на острове Сикоку в префектуре Кагава региона Сикоку. С ним граничат города Дзенцудзи, Митоё и посёлок Манно.

## Население
Население посёлка составляет 9384 человека (1 августа 2014), а плотность — 1109,22 чел./км². Изменение численности населения с 1980 по 2005 годы:
| 1980 | 13 807 чел. |  |
| 1985 | 13 323 чел. |  |
| 1990 | 12 632 чел. |  |
| 1995 | 12 002 чел. |  |
| 2000 | 11 335 чел. |  |
| 2005 | 10 747 чел. |  |

## Символика
Деревом посёлка считается сакура, цветком — Michelia compressa.